# Chester (Montana)
Chester es un pueblo ubicado en el condado de Liberty en el estado estadounidense de Montana. En el Censo de 2010 tenía una población de 847 habitantes y una densidad poblacional de 687,03 personas por km².

## Geografía
Chester se encuentra ubicado en las coordenadas 48°30′41″N 110°57′59″O / 48.51139, -110.96639. Según la Oficina del Censo de los Estados Unidos, Chester tiene una superficie total de 1.23 km², de la cual 1.23 km² corresponden a tierra firme y (0%) 0 km² es agua.

## Demografía
Según el censo de 2010, había 847 personas residiendo en Chester. La densidad de población era de 687,03 hab./km². De los 847 habitantes, Chester estaba compuesto por el 97.28% blancos, el 0.24% eran afroamericanos, el 0.24% eran amerindios, el 0.24% eran asiáticos, el 0% eran isleños del Pacífico, el 0% eran de otras razas y el 2.01% pertenecían a dos o más razas. Del total de la población el 0% eran hispanos o latinos de cualquier raza.